# Geology
Geology är en amerikansk vetenskaplig tidskrift som berör ämnesområdet geologi. Den började att ges ut 1973 av Geological Society of America.